# Echeveria prunina
Echeveria prunina là một loài thực vật có hoa trong họ Crassulaceae. Loài này được Kimnach & Moran miêu tả khoa học đầu tiên năm 1981.